# La educación de las mujeres y otros ensayos
La educación de las mujeres y otros ensayos es una compilación de tres ensayos escritos por el autor francés Pierre Choderlos de Laclos (1741-1803), autor de la novela Las amistades peligrosas. Se trata de la primera edición de los ensayos en español, por parte de la editorial Siglo XXI en 2010. Cuenta con la introducción y notas a pie de página por parte de Julio Seoane Padilla.

## Argumento
La obra se compone de tres tratados conforman un continuum, puesto que el segundo es la continuación del primero y el tercero es la respuesta final a los dos previos. Los dos primeros quedaron inacabados, frente al último que Laclos sí finalizó. 
El título que inicialmente otorgó el autor a los tratados fue Retrato de la mujer natural, pues el tema principal de los tratados es la naturaleza de esta, su evolución en la historia y la forma en que se la ha relegado. Todo indica a que cambió el título para poder participar del debate entre los intelectuales sobre la educación de la mujer, ya que fue una controversia en la que todos los ilustrados en el siglo XVIII francés se posicionaron.
El primero de los tres es un discours en el que da respuesta a la pregunta de la Académie de Châlons-sur-Marne sobre cuáles serían los mejores métodos para perfeccionar la educación de las mujeres (« Quels seraient les meilleurs moyens de perfectionner l’éducation des femmes? »), en el que afirma la imposibilidad de la educación en la mujer. En el segundo, realiza una reflexión antropológica, social y feminista, que muestra un pensamiento inesperadamente moderno y donde se atisba el espíritu de la Revolución francesa, que se produjo poco después de la redacción de los dos primeros tratados. El tercero es una propuesta de educación para las mujeres, que se contrapone con los dos tratados anteriores. En la introducción, Seoane achaca el poco reconocimiento de la crítica a este tercer tratado por la incongruencia que representa.

## Crítica y pensamiento de Laclos
El autor realiza en su obra una crítica a la corrupción espiritual que se da en las los salones de la burguesía francesa, ya que expone la desfiguración del ser humano natural y todas sus actividades. Retrata una concepción de la sexualidad desvirtuada en hombres y mujeres en el que se pierde el sentido natural. Queda reflejado este pensamiento en su novela y profundiza sobre ello en La educación de la mujer y otros ensayos, donde hace un estudio antropológico desde los inicios de las comunidades y difiere en los preceptos que se tenían sobre la naturaleza de los dos sexos. Afirma que el estado que se ha considerado «de naturaleza» no existe y está fundamentado en afirmaciones no comprobadas y temerarias. Denuncia esto como el precepto desde el que las instituciones sociales han partido y, por tanto, desde el que se ha estipulado el papel de la mujer en sociedad. Muestra, a su vez, un recorrido por la historia de la mujer, deteniéndose en el momento en el que comenzó su discriminación. 
Tras el retrato de todo aquello con lo que difiere y critica de la sociedad, Laclos realiza toda una nueva propuesta de cambio. Propone una revolución en los modos del ser humano: nueva relación de la mujer con su cuerpo y nueva relación del hombre con la entidad de la mujer. La ruptura de la mujer con la esclavitud solo se puede llevar a cabo por medio de la revolución. Se posiciona, asimismo, como defensor de los derechos de las mujeres, en el capítulo X de La educación de la mujer y otros ensayos.

## Relación conLas amistades peligrosas
En su novela Las amistades peligrosas se da una interpretación ambigua del panorama libertino que refleja. Algunos aspectos como la defensa o condena de las «malas costumbres» de la época, o su consideración acerca de la mujer quedaron poco claros para los lectores.
El autor en realidad hace una crítica a la corrupción espiritual de los salones mediante la exposición de la desfiguración del ser humano natural y todas sus actividades. Sin embargo, la poca claridad con que se expresa le permitió sortear la censura durante años y, asimismo, creó confusión entre sus contemporáneos. La novelista Madame Riccoboni, quien no dudó en escribir a Laclos, aprovechando los lazos de amistad que mantenían, y le expresó su profunda decepción por el daño que produce el retrato de una mujer tan fría y manipuladora como la protagonista, Marquesa de Merteuil, y le aconsejó cambiar la forma, pues de lo contrario se ganaría el odio de la mitad de la población.
La controversia acerca de su posición en Las amistades peligrosas, unido al debate intelectual sobre la educación de las mujeres que se produce en su tiempo, llevan a Laclos a escribir los tratados de La educación de las mujeres y otros ensayos. Se une así a la reciente tradición rousseauniana, abordando la problemática de la educación que tanto preocupaba a los y las intelectuales en el siglo XVIII, mediante el género ensayístico.

## Relación con su contexto
La educación de la mujer fue un tema candente durante el siglo XVIII. Laclos decidió sumarse a los intelectuales que reflexionaron sobre ello y decide adaptar sus escritos a la cuestión lanzada por la Academia.   
En este ámbito, Rousseau constituyó para Laclos, como para la mayoría de intelectuales del momento, un referente en el ámbito filósofo-pedagógico. Deja constancia de la lectura que hiciera sobre este acogiendo una cita del prefacio de La nueva Eloísa en su dedicatoria de Las amistades peligrosas: «He visto las costumbres de este siglo y he publicado estas cartas».
Laclos investiga sobre biología y antropología para sacar sus propias deducciones sobre la esencia entre los sexos. Se conoce la profunda investigación que realizó antes de escribir los tratados, puesto que en sus Obras completas publicadas por Versini se presentan quince páginas de notas a pie donde aparecen los manuscritos de Laclos. Estos confirman que hubo una preocupación por parte del autor por tener un conocimiento completo antes de comenzar sus ensayos. Con ello, intenta distanciarse de la tradición filosófica y pedagógica efectuadas en la sociedad y encontrar otras perspectivas. Unos años antes, Rousseau realiza en el Emilio toda una psicología de la enseñanza para los niños y, cuando se refiere a las niñas, afirma que no deben ser educadas, puesto que su virtud se encuentra en la sumisión a sus maridos y en el cuidado de sus hijos. También se pronuncia Rousseau sobre este asunto en su Discurso sobre el origen y los fundamentos de la desigualdad entre los hombres. 
En contraste, Diderot trata la cuestión de la educación de las jóvenes desde una perspectiva moderna. Ello queda reflejado en una parte del diálogo del El sobrino de Rameau, en la que responde la voz de Diderot en la novela a la pregunta de «ÉL» qué le enseñaría a su hija si pudiera elegir: «ÉL- : ¿Y qué te gustaría que aprendiera? YO- : A razonar correctamente». Después, enumera todas aquellas ciencias en las que la instruiría (gramática, filosofía, música…).
Efectivamente, los ensayos nos muestran el pensamiento avanzado de Laclos, que se distancia de grandes figuras como Rousseau y une así a otros autores y autoras que reclamaban la igualdad entre ambos sexos —Diderot, Mme d’Épinay, Condorcet, etc.—.

## Difusión
A pesar del gran impacto que tuvo su novela, los ensayos no consiguieron la misma extensión. A mediados del siglo XX, Madeleine Raaphorst señalaba que la obra ensayística de Laclos dedicada a la educación de las mujeres había pasado desapercibida en los tratados sobre feminismo de principios del siglo XX, y que incluso la propia Simone de Beauvoir «no parece haber sido consciente de los ensayos de Laclos cuando traza la evolución del feminismo». Su artículo «Choderlos de Laclos y la educación de las mujeres en el siglo XVIII» marca, sin embargo, un arranque hacia una interpretación feminista de la obra del autor.  
  A finales del siglo XX, y sobre todo en el siglo XXI, premiará esta interpretación en su obra, hecho que indica el interés por su mensaje y la reflexión sobre la mujer. Para Geneviève Fraisse, autora del prólogo a la última edición de La educación de las mujeres publicada en Francia, el ensayo de Laclos presenta una gran actualidad: «[Laclos] introduce un problema específico para el pensamiento democrático de la igualdad de género. Indica el reto que tenemos por delante, el de cruzar el deseo y la igualdad».